# Ипатьевский монастырь
Свято-Троицкий Ипатьевский монастырь — мужской монастырь в западной части Костромы на берегу одноимённой реки, недалеко от её впадения в Волгу.
Относится к Костромской епархии Русской православной церкви. Сыграл заметную роль в событиях Смутного времени. По названию монастыря названа найденная там Ипатьевская летопись. «Родовое гнездо трёх царских династий».

## Расположение и вид

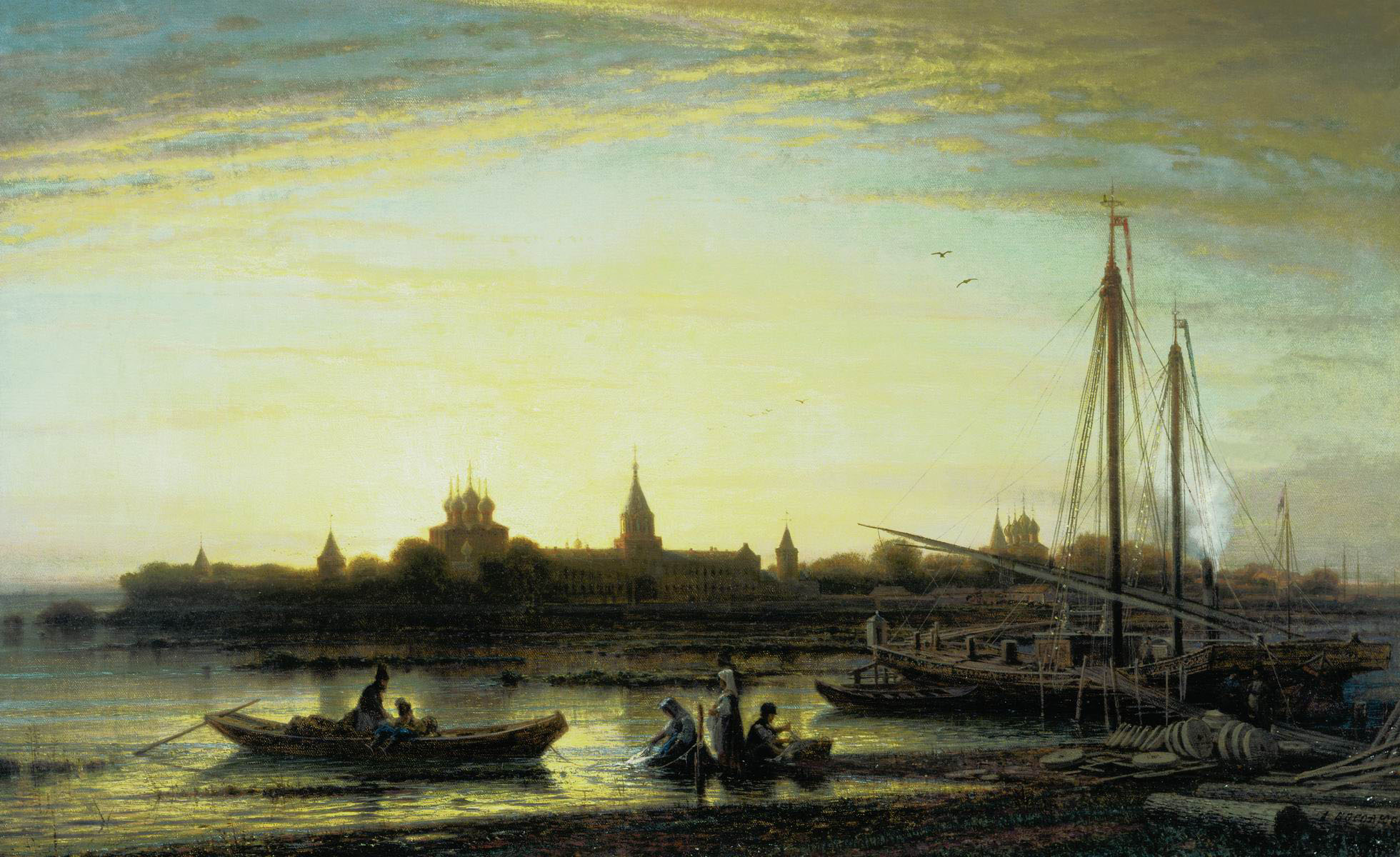
Алексей Боголюбов. Ипатьевский монастырь близ Костромы. 1861. Государственная Третьяковская галерея

Монастырь впервые в летописи упоминается в 1432 году, но основан, возможно, был гораздо раньше. О первоначальном облике монастыря сведения не сохранились. Скорее всего, в нём были деревянные монашеские кельи, церковь, различные хозяйственные постройки, крепостные стены для защиты.
Территория его состоит из двух частей: Старого и Нового города. Оба участка обнесены высокими каменными стенами. Старый город имеет форму неправильного пятиугольника. Композиционный центр монастыря — монументальный пятиглавый Троицкий собор; рядом стоит звонница.
В послевоенное время к стенам монастыря со всей Костромской области были свезены памятники деревянного зодчества и создан музей под открытым небом. За ним раскинулась Ипатьевская слобода, в старину принадлежавшая монастырю; там сохранилась пятиглавая церковь святого апостола Иоанна Богослова (XVII век).

## История

### Основание монастыря
Согласно преданию, монастырь основан около 1330 года родоначальником рода Годуновых, Сабуровых и Вельяминовых-Зерновых татарским мурзою Четом, бежавшим из Золотой Орды к Ивану Калите и принявшим в Москве крещение под именем Захария. В этом месте ему было видение Божией Матери с предстоящими апостолом Филиппом и священномучеником Ипатием Гангрским. Результатом видения стало его исцеление от болезни. В благодарность за исцеление на этом месте был основан монастырь. Современные исследователи считают мурзу Чета мифической фигурой, а «Сказание о князе Чете» генеалогической легендой, призванной придать княжеский статус роду Годуновых.
Степан Веселовский относил основание монастыря к концу XIII века. Первоначально был построен храм Святой Троицы, затем храм Рождества Богородицы, несколько келий и мощная дубовая стена. Вокруг располагались жилые и хозяйственные постройки. Все строения были деревянными.
По одной из версий, монастырь основал князь Василий Ярославич, брат Александра Невского, ставший уже великим князем Владимирским, но предпочитавший жить в Костроме. Деяния Василия Ярославича приписываются также легендарному князю XIII века Василию по прозвищу Квашня. По другой версии, монастырь основали новгородцы, так как Святой Ипатий почитался в Новгороде как покровитель посадников, а река Кострома издавна служила одним из путей продвижения новгородцев на Волгу. 

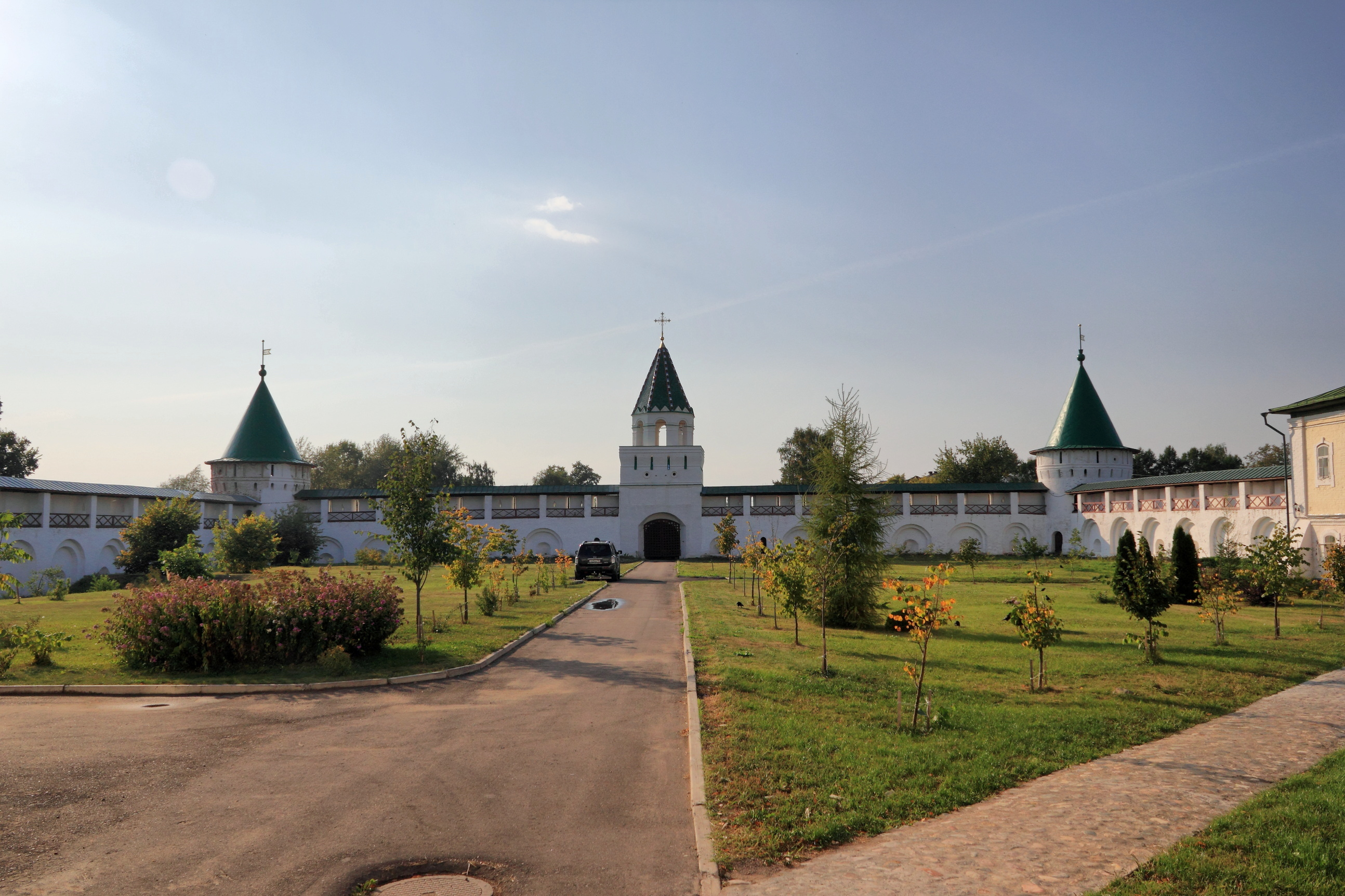
Башни и стены Нового города

После смерти князя Василия и упразднения Костромского княжества монастырь попал под покровительство рода Годуновых, возвысившегося в середине XVI века — с этого времени сведения о монастыре становятся более полными. Годуновы, как и некоторые другие знатные боярские роды (Захарьины, Вельяминовы, Сабуровы, Шеины), считали Захарию (Чета) их родоначальником. Его представители становились ктиторами Ипатьевского монастыря. На территории монастыря расположена усыпальница этого древнего и знаменитого боярского рода, в том числе могилы отца и матери Бориса Годунова.
В этот период происходит бурное развитие монастыря. Только с 1586 по 1591 год монастырь получил от Годуновых 1000 рублей и несколько сёл. В результате земельный фонд монастыря вырос вчетверо, и к 1600 году обитель стала четвёртой среди всех российских монастырей-землевладельцев, владея более чем 400 сёлами.
На средства Дмитрия Годунова, дяди будущего царя Бориса Годунова, вокруг монастыря были возведены каменные стены с шестью башнями и заложен Троицкий собор с приделами во имя апостола Филиппа и священномученика Ипатия Гангрского. В 1564 году завершилось строительство зимней церкви Рождества Пресвятой Богородицы с приделом святителя Иоанна Златоуста. Над Святыми вратами в 1595—1597 годах был возведён храм, посвящённый священномученикам Феодору Стратилату и Ирине — небесным покровителям царя Фёдора Иоанновича и его супруги царицы Ирины Фёдоровны, сестры Бориса Годунова; каменные звонница, кельи настоятеля и монастырского эконома. Кроме этого, Годуновы пожертвовали много церковных книг и утвари. В монастыре были созданы мастерская живописи и большая библиотека книг и рукописей.
Благодаря усилиям Годуновых к концу XVI века монастырь получил особую значимость в политической и духовной жизни средневековой Руси. Современники нередко называли обитель «Преименитой Лаврой», а настоятелю монастыря игумену Иакову в 1599 году был пожалован сан архимандрита, что подчёркивало особую церковную и государственную значимость обители.

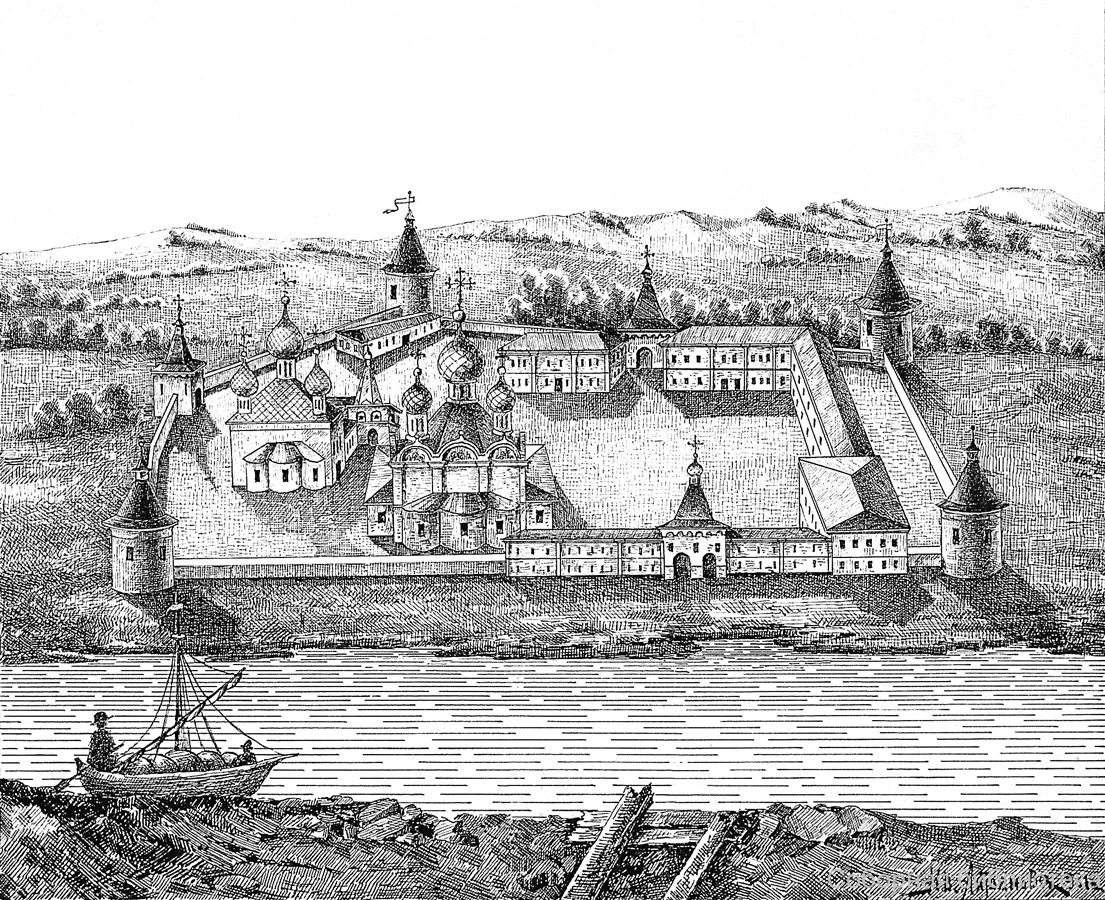
Свято-Троицкий Ипатьевский монастырь в 1613 году. Литография И. Литвинова (со старинного рисунка) 1901 года

### Смутное время

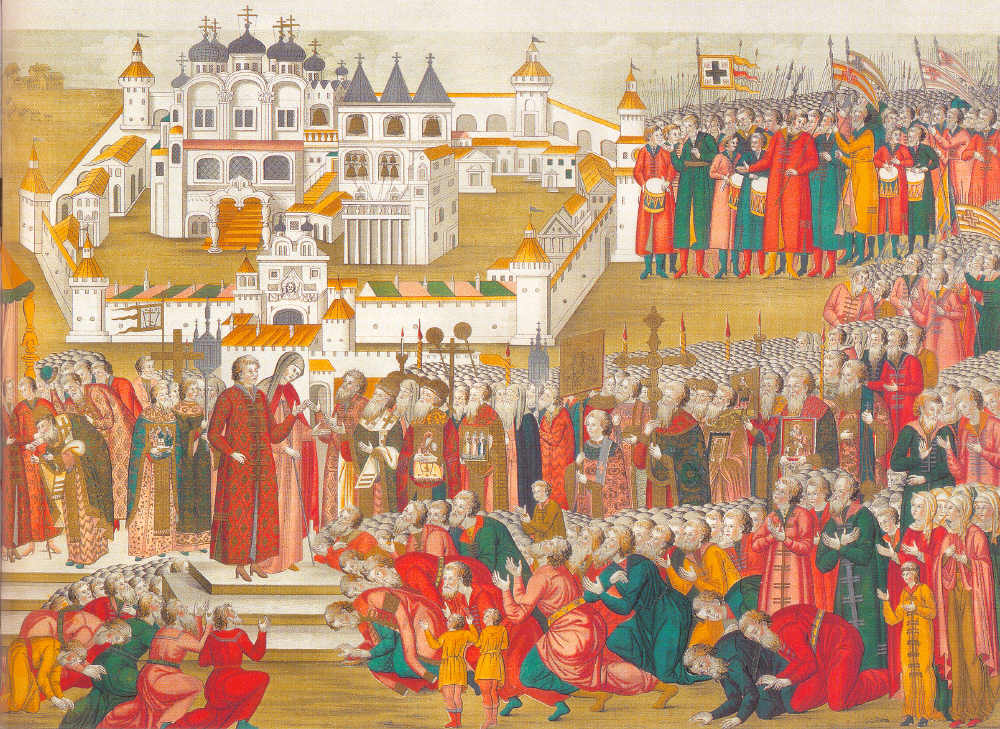
Призвание на царство Михаила Фёдоровича / Книга венчания на царство Михаила Фёдоровича Романова. 1672 год. Иосиф Шелковников

В годы Смуты монастырь пережил период упадка: после обращения царя Василия Шуйского за финансовой помощью для войны с Иваном Болотниковым и Тушинским вором архимандрит обители Феодосий и игумен соседнего костромского Богоявленского монастыря Арсений в октябре 1608 года отправились в Тушино, где и принесли присягу Лжедмитрию II. С этого времени монастырь находился в руках сторонников Лжедмитрия II и патриарха Филарета.
В конце февраля 1609 года костромичи восстали, перебили тушинский гарнизон и осадили Ипатьевскую обитель. Тем не менее взять её сразу не удалось — она представляла собой сильную крепость, окружённую мощными каменными стенами, на которых были установлены 27 пушек. В конце апреля к монастырю подошло войско Василия Шуйского во главе с мангазейским воеводой Давыдом Жеребцовым и приступило к осадным работам. В мае того года Александр Лисовский, сняв часть войска из-под Троице-Сергиевой лавры, попытался деблокировать Ипатьевский монастырь, но потерпел неудачу. Впрочем, костромская цитадель была захвачена Жеребцовым лишь в сентябре 1609 года (по другим данным, раньше).
В кельях монастыря, построенных в 1583 году, с осени 1612 года жили юный Михаил Романов со своей матерью монахиней Марфой. 13 марта 1613 года в монастырь прибыло посольство Земского собора, избравшего 16-летнего Михаила царём, во главе с архиепископом рязанским Феодоритом, келарем Троице-Сергиева монастыря Авраамием Палицыным и боярином Фёдором Шереметевым. 14 марта в Троицком соборе монастыря был совершён торжественный обряд призвания на царство Михаила Романова, положивший конец Смутному времени.

### Колыбель династии Романовых
Царская династия Романовых началась обрядом призвания на царство в Ипатьевском монастыре и закончилась расстрелом царской семьи в Ипатьевском доме (в Екатеринбурге).
При Романовых монастырь как «колыбель династии» занял привилегированное положение, история родовой обители Годуновых тесно переплелась с историей царствующего дома Романовых, которые стали щедрыми покровителями Ипатьевской обители. Члены царской семьи почитали Ипатьевский монастырь как свою фамильную святыню. При вступлении на престол каждый из царей считал своим долгом посетить обитель и сделать щедрые вклады.
По указу Михаила Фёдоровича Романова вдоль западной стены был отстроен Новый город. Он был обнесён высокими стенами с двумя воротами и тремя башнями: двумя наугольными и надвратной, средней между ними. Последняя (известная также как «Зелёная» — по цвету черепичной крыши) с восьмигранным каменным шатром была заложена в месте, где 19 марта 1613 года остановился крестный ход, провожавший Михаила Фёдоровича в Москву после его избрания на царство.
Однако взрыв порохового погреба, разрушивший в 1649 году Троицкий собор, мало что оставил от вкладных икон предшествующего времени. Вновь выстроенный собор значительно превосходил по размерам погибшую церковь. В 1685 году он был расписан артелью мастеров-изографов под руководством Гурия Никитина. Фрески собора — одно из замечательных произведений фресковой живописи второй половины XVII века, уникальные по своему исполнению, композиции и разнообразию сюжетов.
В 1767 году к приезду в Кострому императрицы Екатерины II в северном прясле крепостной стены были устроены Екатерининские ворота, ставшие основным входом в монастырь. Нарядное и яркое по формам сооружение в стиле барокко оформлено триумфальными арками. На внешнем фасаде в основании высокого аттика размещён лепной картуш с монограммой Екатерины II. Со стороны Старого города ворота украшены фронтоном с рельефным изображением «всевидящего ока».

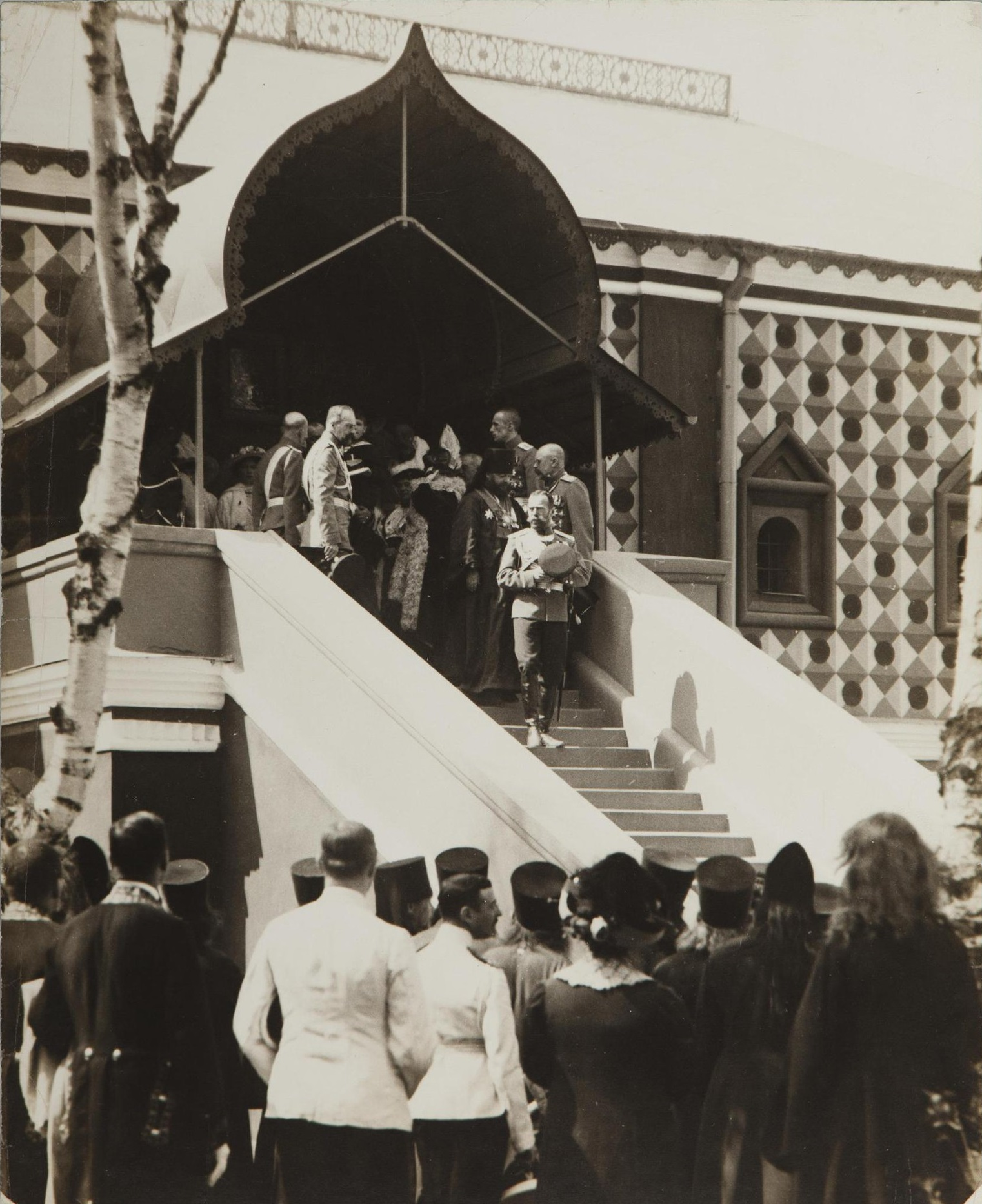
Приезд императора Николая II в Ипатьевский монастырь. 1913

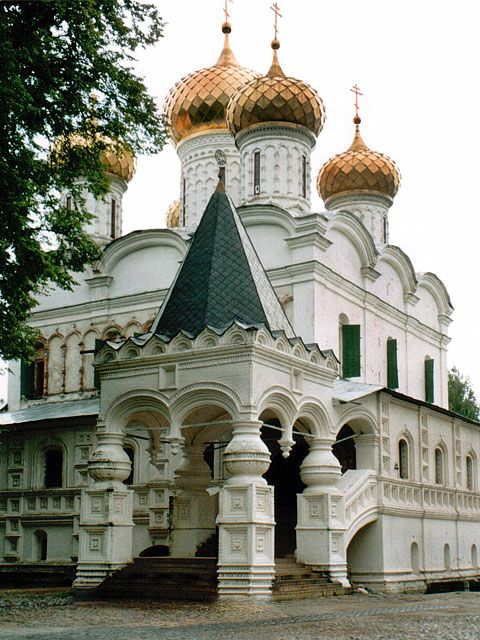
Троицкий собор в XXI веке

В 1839 году в центре Старого города на монастырской площади была поставлена памятная колонна в память знаменитых событий и лиц, оставивших след в истории Ипатьевского монастыря.
В 1837—1863 годах под руководством архитектора Константина Тона была проведена масштабная реконструкция монастыря. Вдоль стен по низкому берегу реки Костромы был возведён так называемый «обруб» — плотинное сооружение, защищавшее монастырские здания и крепостные сооружения от затопления во время весенних разливов. Тон заново оформил фасад монастыря, спроектировал шатровую церковь святых мучеников Хрисанфа и Дарии над Святыми воротами (со стороны реки Костромы) и соединённый с Троицким собором пятиглавый в византийско-русском стиле храм Рождества Пресвятой Богородицы (уничтожен в 1934 году). Тогда же под видом реставрации были надстроены Романовские палаты и возведена «царская лестница» с широким маршем на второй этаж. Стены второго этажа снаружи расписаны «в шашку». Интерьер постройки украсили изразцовые печи, выполненные по проекту Фёдора Рихтера. В 1867 году Фёдор Верховцев выполнил новую ризу с окладом для Тихвинской иконы Божией Матери.
В мае 1913 года монастырь стал средоточием празднования трёхсотлетия дома Романовых. Во время празднования юбилея император побывал в нескольких знаковых городах, в том числе в Костроме. Здесь Николай II посетил монастырь и жил в специально построенном для него деревянном доме, возведённом за стенами обители.

## Настоятели
- Феогност, игумен (1511)
- Паисий, игумен (1537)
- Вассиан, игумен (1558—1566)
- Никандр, игумен (1572—1574)
- Порфирий, игумен (?-1582)
- Варлаам, игумен (1582—1584)
- Гурий Ступишин, строитель (1585—1598)
- Иаков, первый архимандрит (1597—1606)
- Феодосий, архимандрит (1608)
- Кирилл, архимандрит (1610—1616)
- Иосиф, архимандрит (1617—1622)
- Пафнутий, архимандрит (1622—1631)
- Тихон, архимандрит (1631—1640)
- Иосиф, архимандрит (1640—1641)
- Авраамий, архимандрит (1642—1646)
- Сергий (Шелонин), архимандрит (1646—1649)
- Гермоген, архимандрит (1649—1653)
- Тихон, архимандрит (1653—1663)[19]
- Мисаил, архимандрит (1663—1666)
- Кирилл, архимандрит (1666—1670)
- Феодосий, архимандрит (1670—1674)
- Антоний, архимандрит (24 января 1675—1683)
- Пахомий, архимандрит (1683—1684)
- Феодосий, архимандрит (1684—1692)
- Паисий, архимандрит (1692—1698) скончался в Москве 28 мая 1701 года
- Симеон, архимандрит (12 сентября 1698 — 22 января 1711)
- Тихон, архимандрит (1711 — март 1719)
- Гавриил (Бужинский), архимандрит (22 января 1721 — 24 марта 1722)
- Серапион, архимандрит (1722—1730)
- Платон (Малиновский), архимандрит (14 апреля 1730 — 12 августа 1732)
- Амвросий (Юшкевич), архимандрит (1732—1734)
- Никодим (Сребницкий), архимандрит (июль 1734 — 18 января 1736)
- Пимен (Савёлов), архимандрит (февраль 1736 — 29 июня 1740)
- Феофилакт (Губанов), архимандрит (9 октября 1740 — 14 сентября 1743)
- Симон (Тодорский), архимандрит (12 сентября 1743 — 31 марта 1745)
- Дамаскин (в миру Аскаронский Дамиан), архимандрит (17 апреля 1758 — 16 июня 1769)
- Виталий (в миру Щепетев Василий Михайлович), архимандрит (с 14 ноября 1842)
- Платон (18??—1845)[20]
- Иаков (в миру Беневоленский Мартын Евплаксиевич), архимандрит (23 сентября 1868 - 23 апреля 1883)
- Александр (в миру Кульчицкий Андрей Иванович), архимандрит (6 августа 1883 — 16 декабря 1888)
- Платон (в миру Филиппов Павел Николаевич), архимандрит (с 15 апреля 1889)
- Николай (Покровский), архимандрит (1918 — 1 марта 1919)
- Иероним (Тестин), архимандрит (1993—1996)
- Павел (Фокин), архимандрит (1996—2002)
- Иоанн (Павлихин), архимандрит (2004—2011)
- Алексий (Фролов), архиепископ (2011—2013)
- Ферапонт (Кашин), епископ (2013—по наст. вр.)

### Советский период

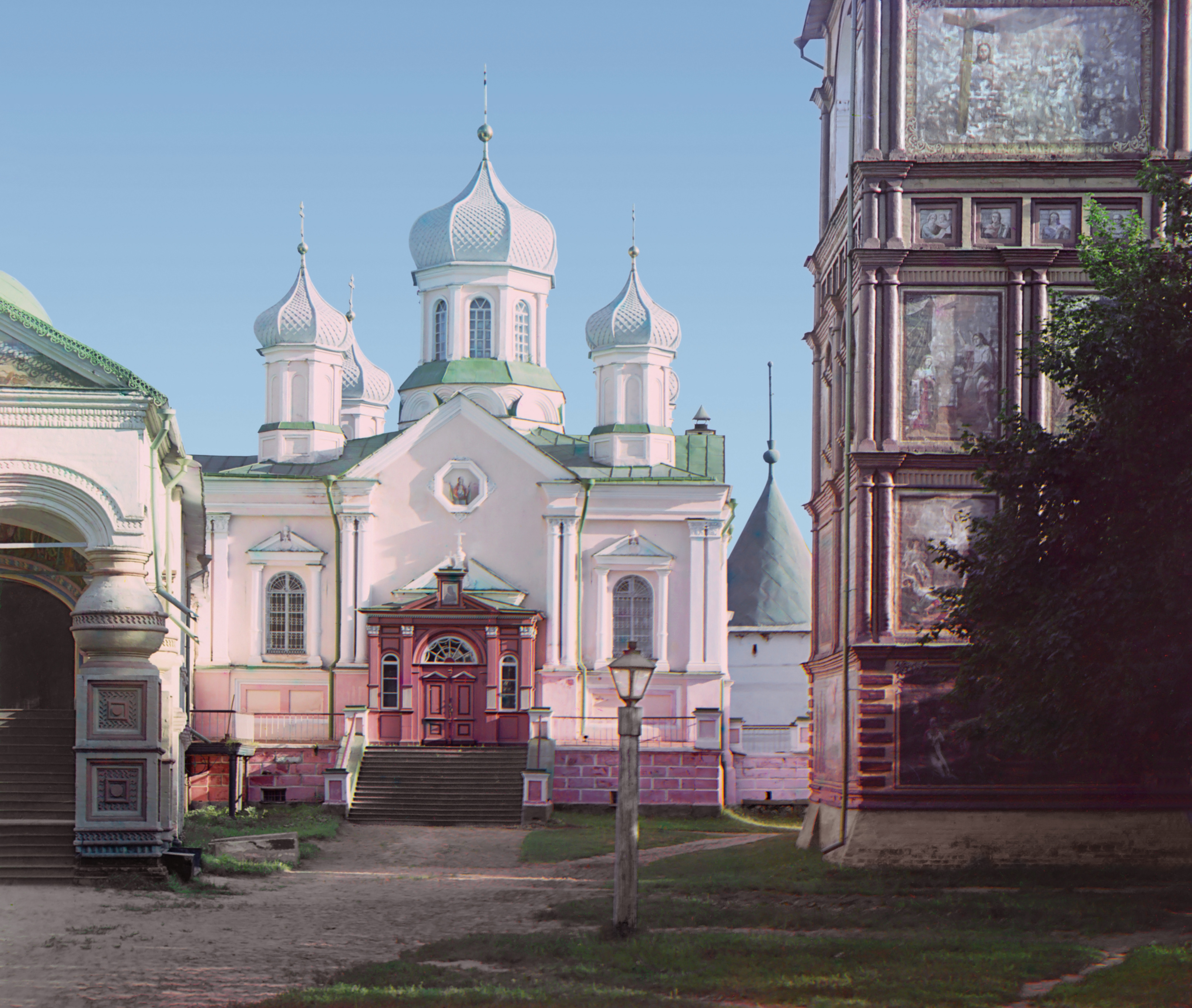
Уничтоженная в 1934 г. церковь Рождества Богородицы (автор фото С. М. Прокудин-Горский, 1910 год)

После Октябрьской революции, в 1919 году, монастырь был упразднён, а его материальные ценности национализированы. Большая часть монастырской ризницы комиссиями Гохрана была вывезена в Москву, остатки поступили на хранение в Костромской краеведческий музей.
Монастырские постройки были приспособлены для проживания рабочих костромских текстильных предприятий, тут же размещались детский приют и военные казармы, были устроены стадион и танцплощадка. Во время массового уничтожения костромских храмов в 1934 году был разрушен храм Рождества Пресвятой Богородицы.
В середине 1950-х годов общежития в монастырских корпусах расселили, а в 1958 году в Ипатьевском монастыре создан Костромской государственный историко-архитектурный музей-заповедник. Работы, произведённые костромской реставрационной мастерской, позволили освободить древние постройки от позднейших искажений.
В середине 1950-х при затоплении Костромской низины в Новый город монастыря были перевезены Спасо-Преображенская церковь из села Спас-Вёжи и четыре бани (деревня Ведёрки), ставшие первыми экспонатами нового музея деревянного зодчества. В конце 1960-х годах музейный комплекс существенно расширился на участке к югу от монастыря, на мысе, образованном впадением реки Костромы в Волгу. Выстроенные вдоль левого берега речки Игуменки церкви, жилые дома и всевозможные хозяйственные постройки формируют композиционный стержень музейного комплекса.
В 1980-е годы вокруг монастыря не раз проходили киносъёмки. Архитектурный ансамбль можно видеть в таких фильмах, как «Жестокий романс» Эльдара Рязанова и «Очи чёрные» Никиты Михалкова. В 1986 году автопешеходный мост через реку Кострому соединил территорию Ипатьевской слободы с центральной частью города.

## Современная жизнь монастыря

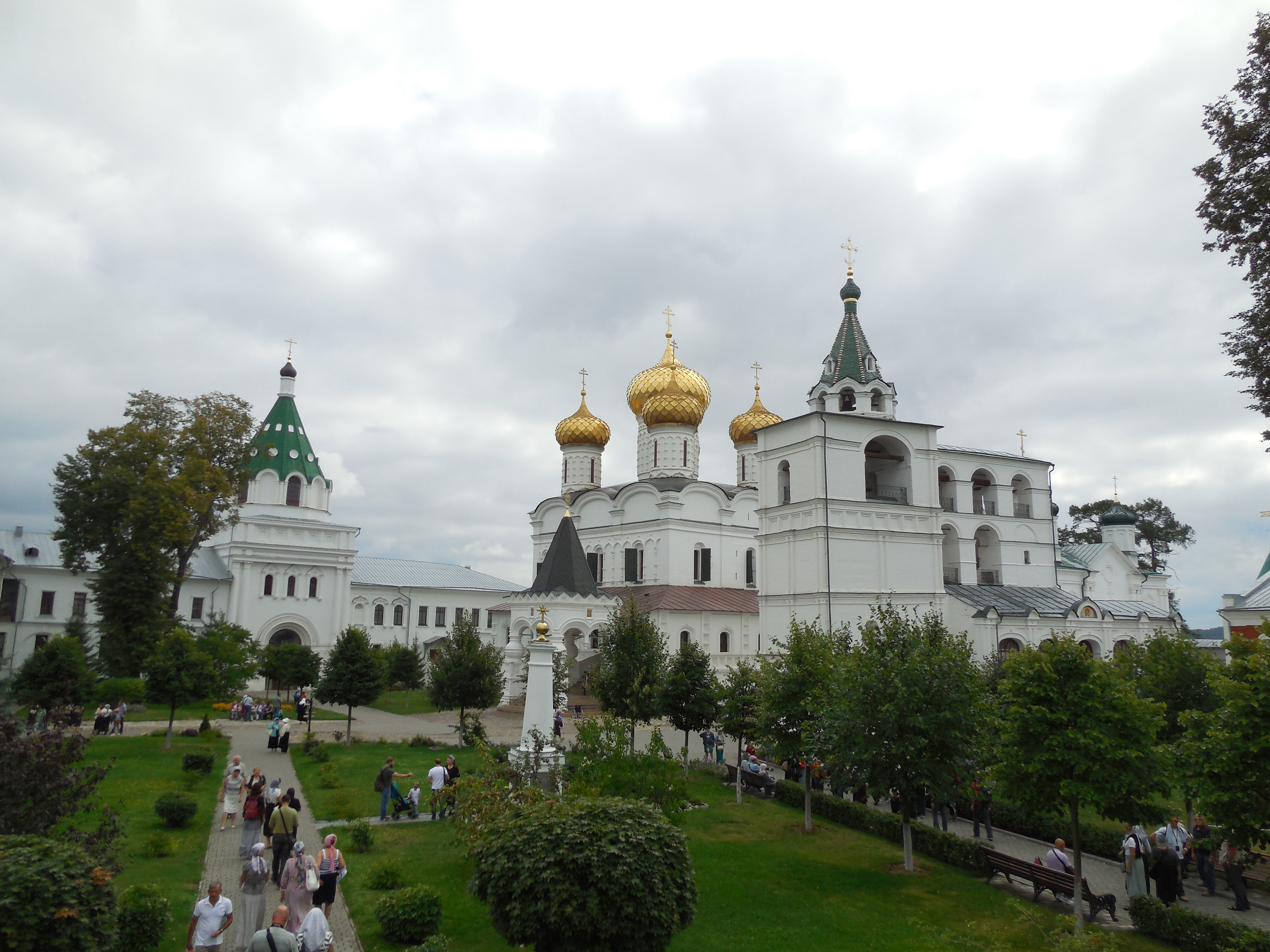
Ипатьевский монастырь

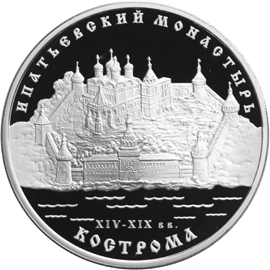
Ипатьевский монастырь — серебряная памятная монета Банка России, 2003 год

23 ноября 1989 года состоялось первое после закрытия монастыря богослужение, в 1991 году была зарегистрирована Свято-Троицкая Ипатьевская монашеская община. В 1993 году, несмотря на протесты со стороны музея-заповедника и общественности, в пользование монашеской общины была передана территория Нового города.
В сентябре 2002 года в результате халатности насельников сгорел главный экспонат музея деревянного зодчества внутри Нового города — церковь Спаса Преображения 1628 года постройки, привезённая из села Спас-Вёжи.
30 декабря 2004 года Федеральным агентством по управлению федеральным имуществом  Российской Федерации, согласно поручению президента России Владимира Путина от 20.12.2003 года, было подписано распоряжение № 1555-р о передаче Костромской епархии зданий и строений Свято-Троицкого Ипатьевского мужского монастыря города Костромы. 31 декабря Костромской епархией с территориальным отделением Федерального агентства по управлению федеральным имуществом РФ были подписаны договор безвозмездного пользования и акты приёма-передачи на весь комплекс строений Свято-Троицкой Ипатьевской обители. В 2005 году Костромская епархия вступила законным пользователем ансамбля Ипатьевского монастыря города Костромы. Данное решение вызвало возмущение журналистов, так как музей-заповедник фактически оказался на улице.
Архимандритом монастыря является митрополит Костромской и Нерехтский Ферапонт (Кашин), его наместником — иеромонах Пётр (Ерышалов).
Монастырь посещался всеми президентами Российской Федерации в период исполнения ими полномочий:
- 19 июня 1998 года монастырь посетил президент Борис Ельцин[26].
- 24 марта 2005 года монастырь посетил президент Владимир Путин[27].
- 15 мая 2008 года монастырь посетил президент Дмитрий Медведев[28];

Новый город является братской территорией, закрытой для посторонних. Старый город с Троицким собором является территорией Церковного историко-археологического музея. Вход в него платный. Прихожане в приличествующей одежде могут бесплатно пройти в храмы во время совершения богослужений.

## Землевладения
В 1678 году имел 3657 дворов, занимая 4-е место по количеству дворов среди монастырей после Спасо-Преображенского монастыря, Кирилло-Белозерского монастыря и Троице-Сергиевой лавры.
Первым землевладением была вотчина Константина Дмитриевича Шеи, не оставившего мужского потомства. Перечень деревень и пустошей сохранилось в данной грамоте с датой XV века, но по мнению Веселовского С. Б. относится к XVI века, имея множество неточностей. В данной грамоте упоминаются: сельцо Константиново, деревня Верково на Буяне, деревня Молодеево, деревня Соловцово, деревня Костенево, деревня Лух, деревня Старково, пустошь Кузнецово, пустошь Трубино, пустошь Хорговино, пустошь Попово(ныне часть посёлка Никольское), пустошь Лушок, пустошь Подвяски(ныне часть посёлка Никольское), пустошь Лобово, Пустошка, пустошь Ступкино, пустошь Мамоново, пустошь Песиково. На момент первого упоминания Костенево еще было простой деревней. Главным же поселением вотчины, сельцом, в грамоте Константина Шеи значилось соседнее Константиново. Где располагалась церковь, к приходу которой относилось в XV веке Костенево, неизвестно. Также в качестве деревни Костенево упоминается в указанной грамоте великого князя Ивана IV Васильевича от 25 января 1537 года, о расследовании земельных споров Ипатьевского монастыря с помещиками Костромского уезда. Селом Костенево впервые названо в сотной из писцовых книг 1562 года.

## Архитектурный ансамбль Ипатьевского монастыря
- Троицкий соборный храм (1650—1652)[33].
- Звонница (1603—1605)
- Архиерейский корпус (XVIII век) со Святыми воротами и надвратной церковью великомучеников Хрисанфа и Дарии (середина XIX века)
- Палаты бояр Романовых (XVI век, реконструированы в середине XIX века)
- Наместничий корпус (XVI век, реконструирован в середине XIX века)
- Братский корпус (XVIII век)
- Кельи над погребами (XVI—XVIII века)
- Трапезный корпус (XVI—XVII века)
- Свечной корпус (XIX век)
- Стены и башни Старого города (Кузнечная, Пороховая, Водяная, Воскобойная, Квасная) (XVI—XVII века)
- Стены и башни Нового города (XVII век)

В 2008 году президент РФ Дмитрий Медведев в ходе посещения монастыря дал поручение восстановить церковь Рождества Пресвятой Богородицы в первозданном виде. К началу 2015 года закончены основные строительные работы. 19 июля 2015 года патриарх Кирилл совершил чин великого освящения восстановленного храма.

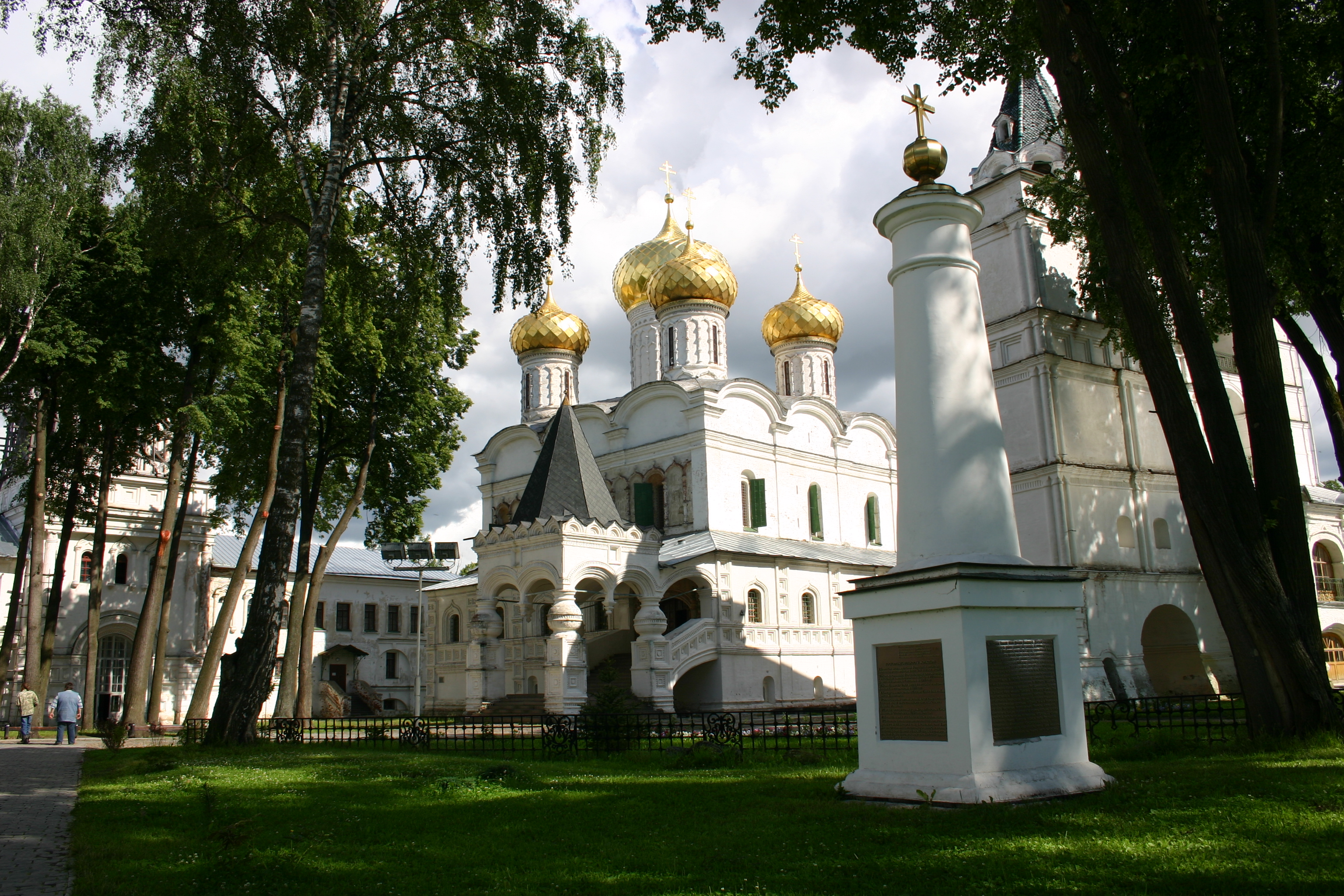
Архиерейский корпус, Троицкий собор и звонница; на переднем плане — памятная колонна (2005)
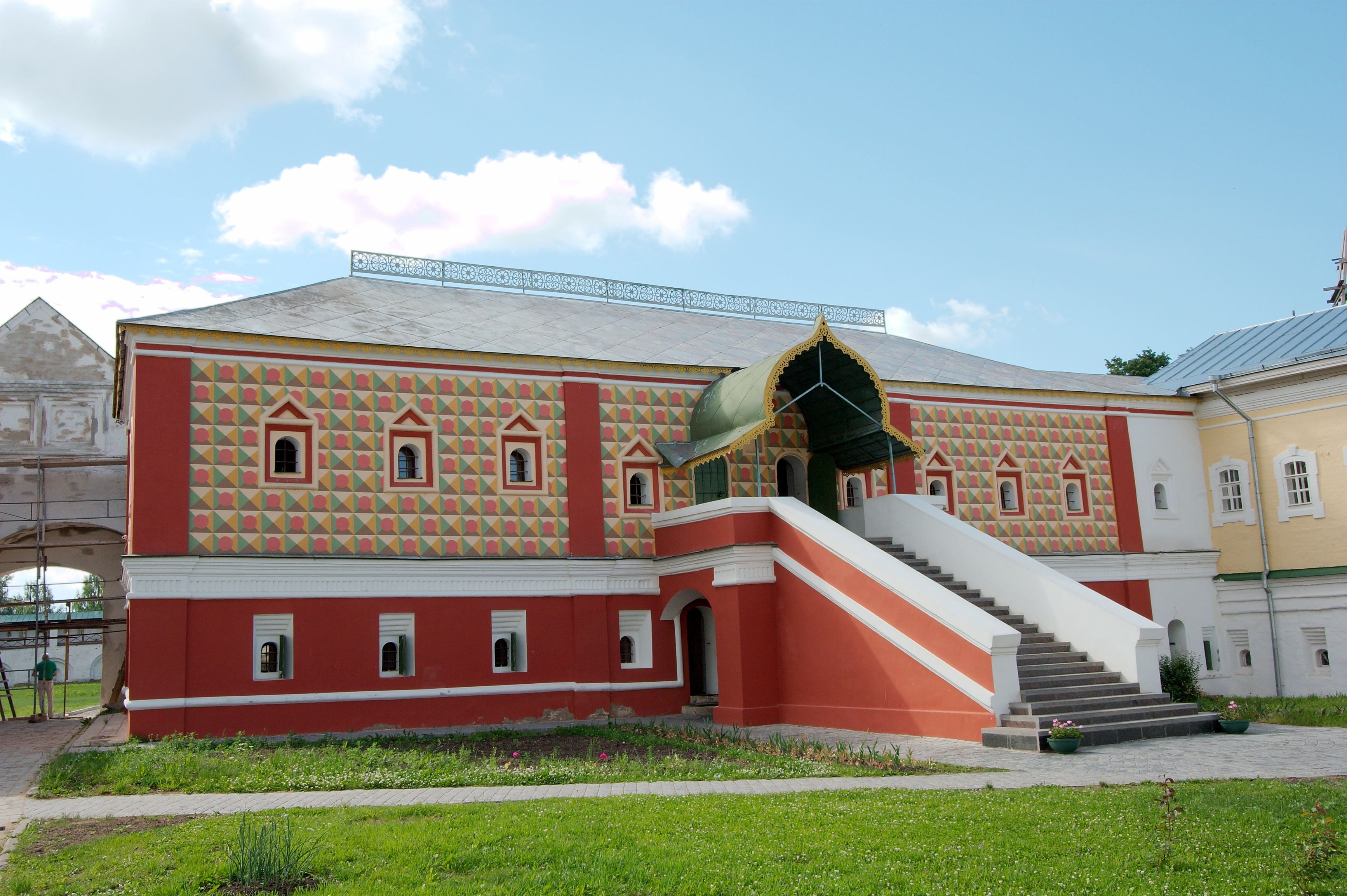
Палаты бояр Романовых
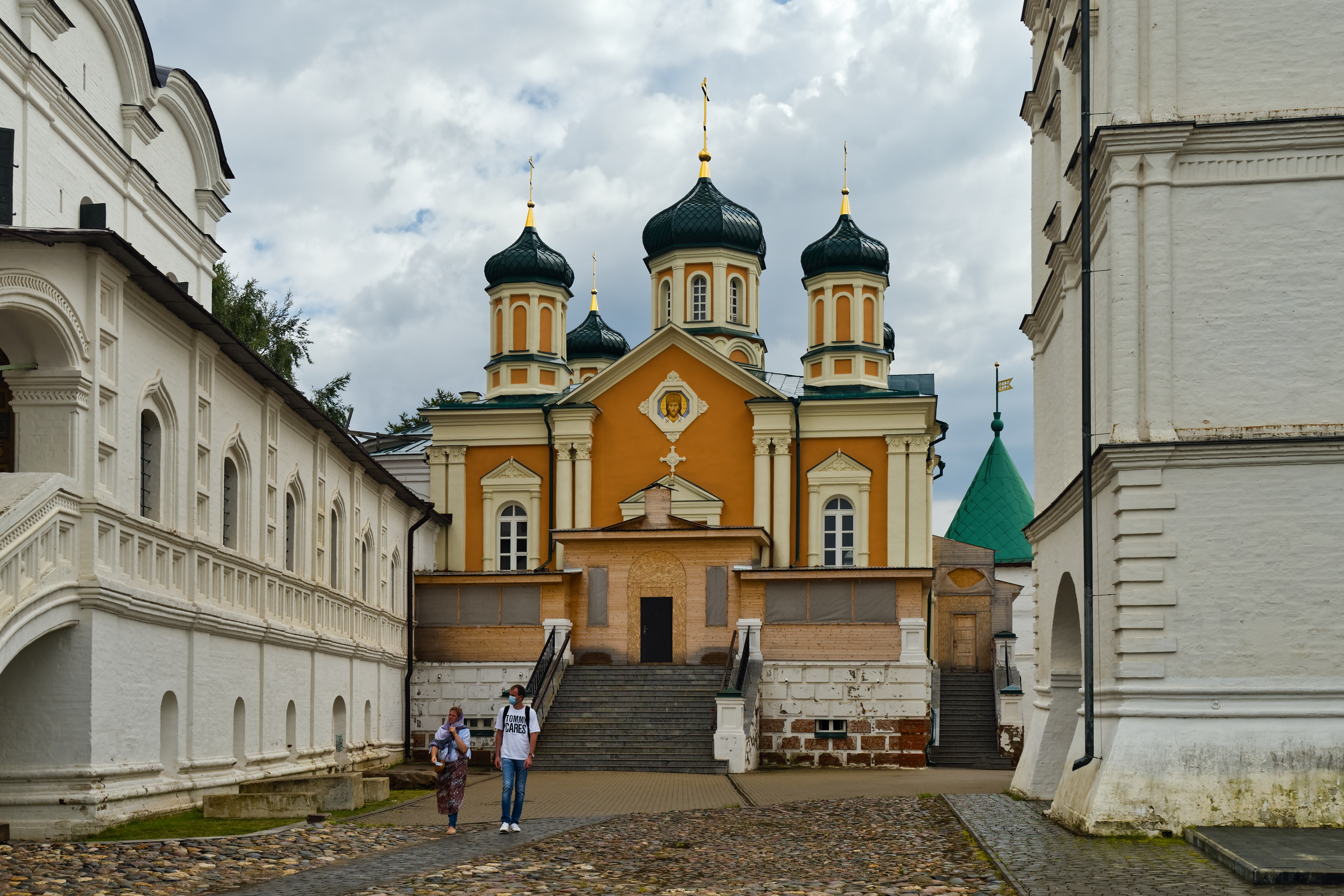
Восстановленная церковь Рождества Пресвятой Богородицы
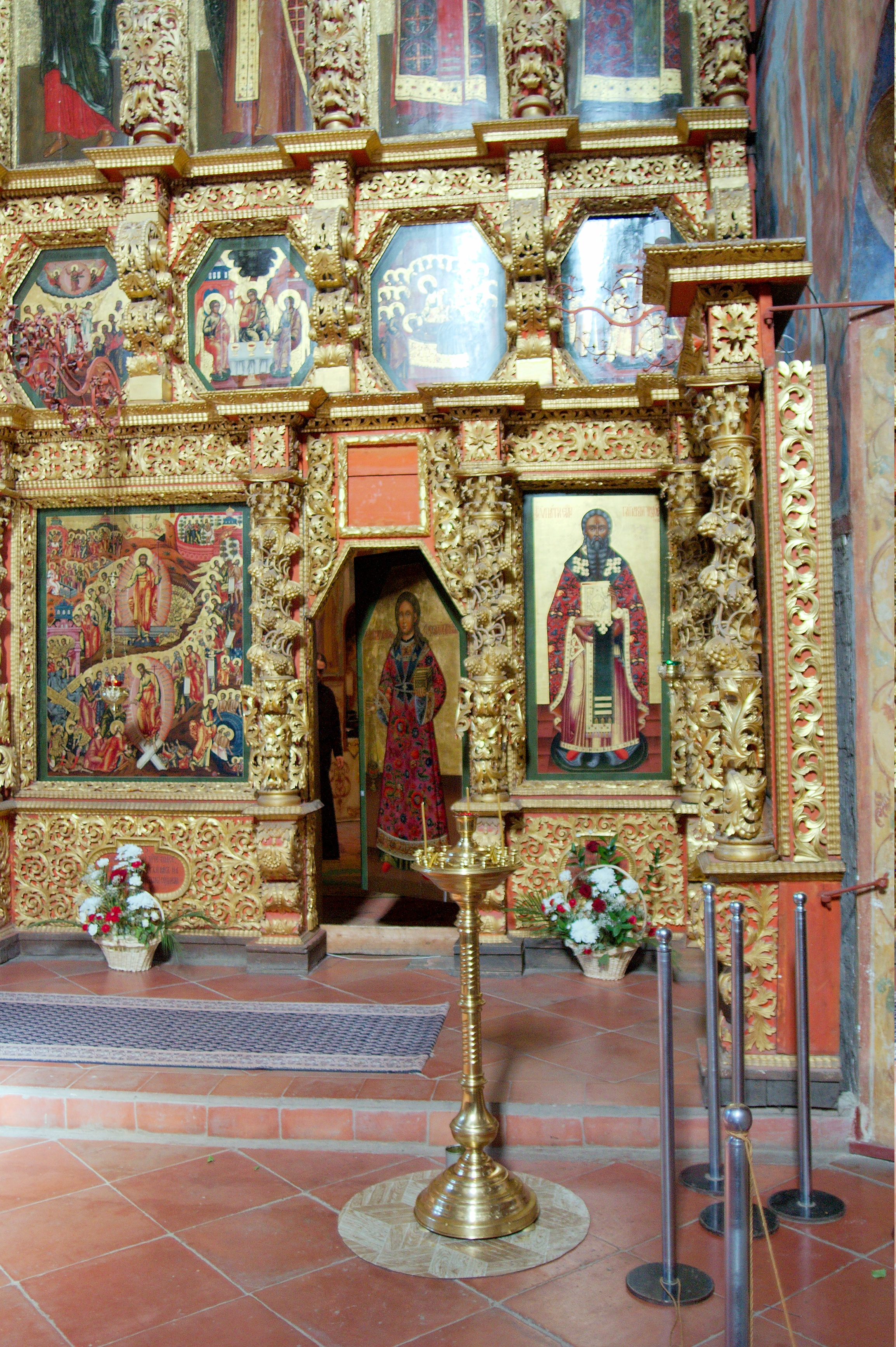
Интерьер Троицкого собора

## Святыни
- Чудотворная Тихвинская Ипатьевская икона Божией Матери (почитается местно);
- Мощевик с частицей Ризы Господней;
- Икона с частицей мощей священномученика Ипатия, епископа Гангрского;
- часть главы блаженного Симона, Христа ради юродивого, Юрьевецкого;
- камень из расстрельной комнаты Ипатьевского дома (места убийства святых Царственных страстотерпцев в 1918 году)[34].